# 大湾镇 (肇庆市)
大湾镇，是中华人民共和国广东省肇庆市高要区下辖的一个乡镇级行政单位。

## 行政区划
大湾镇下辖以下地区：
大湾镇社区、龙冲村、大田村、白丈村、古西村、小塘村、村头村、高熊村、高第村、朗第村、棠孔村、禄岸村、合成村、孝友村、金桂村、都棠村和大江洞村。

## 特产
- 麦溪鲩：国家地理标志产品。全身呈粉白色，口感甘香、肉质嫩滑，无腥味。